# Бродский, Арн
Арн Бро́дский (идиш אהרון בראָדסקי‎‎; 10 августа 1878, Дубоссары, Тираспольский уезд, Херсонская губерния — 28 августа 1925, Буэнос-Айрес) — аргентинский еврейский драматург, прозаик, поэт.

## Биография
Родился в Дубоссарах, в семье садовника. Учился в хедере. Рано остался сиротой и поступил подмастерьем к столяру. В 1903 или 1904 году эмигрировал в Аргентину, где работал в ателье по изготовлению ремней. Дебютировал рассказами и стихами в 1908 году, после чего стал регулярно печататься в аргентинской прессе на идише — в газетах «Авангард» и «Ди идише цайтунг» (Еврейская газета). Вскоре, однако, сосредоточился на драматургии. Его пьеса «צװישן צװײ פֿײַערן» (Цвишн цвей файерн — Меж двух огней) была поставлена в Буэнос-Айресе в 1916 году, а в 1921 году были поставлены три его пьесы — «בוענאָס-אײַרעסער קינדער» (Буэнос-айресер киндер — Дети Буэнос-Айреса) в четырёх актах и две одноактные пьесы — «שיפֿספֿרײַנט» (Шифсфрайнт — Попутчик по кораблю) и «די לעצטע זינד» (Ди лецте зинд — Последний грех).
В 1919 году его рассказы вошли в антологию «אױף די ברעגן פֿון לאַ פּלאַטאַ» (Аф ди брегн фун Ла Плата — На берегах Ла Платы). Роман «אין שאָטן פֿון ליבע» (Ин шотн фун либэ — В тени любви) был опубликован в газете «Ди идише цайтунг».
Сборник избранных произведений, включивший две повести и пьесы, в том числе неоконченные пьесы «Тамара» и одноактный водевиль «Фамилие-глик» (Семейное счастье), был опубликован уже посмертно в 1925 году.

## Публикации
- געקליבענע װערק (Избранные произведения). Буэнос-Айрес, 1925. — 224 с.